# アレクサンダー・ヘルナンデス
アレクサンダー・ヘルナンデス（Alexander Hernandez、1992年10月1日 - ）は、アメリカ合衆国の男性総合格闘家。ミズーリ州セントルイス出身。オハナ・アカデミー/ファクトリーX所属。

## 来歴
13歳からレスリングを始め、その後、並行して他の格闘技のトレーニングを始めた。2012年にプロ総合格闘技デビュー。

### UFC
2018年3月3日、UFC初参戦となったUFC 222でボビー・グリーンの代役を受けてライト級ランキング12位のベニール・ダリウシュと対戦し、左ストレートでダウンを奪いパウンドで開始42秒のKO勝ち。パフォーマンス・オブ・ザ・ナイトを受賞した。
2019年1月19日、UFC Fight Night: Cejudo vs. Dillashawでドナルド・セラーニと対戦し、右ハイキックでダウンを奪われパウンドで2RTKO負け。敗れはしたものの、ファイト・オブ・ザ・ナイトを受賞した。
2020年10月31日、UFC Fight Night: Hall vs. Silvaでクリス・グレッツェマーカーと対戦し、右アッパーと左フックのコンビネーションで1RKO勝ち。パフォーマンス・オブ・ザ・ナイトを受賞した。

## 戦績
| 総合格闘技 戦績 | 総合格闘技 戦績 | 総合格闘技 戦績 | 総合格闘技 戦績 | 総合格闘技 戦績 | 総合格闘技 戦績 | 総合格闘技 戦績 |
| --------------- | --------------- | --------------- | --------------- | --------------- | --------------- | --------------- |
| 25 試合         | (T)KO           | 一本            | 判定            | その他          | 引き分け        | 無効試合        |
| 17 勝           | 7               | 2               | 8               | 0               | 0               | 2               |
| 8 敗            | 3               | 1               | 4               | 0               | 0               | 2               |

| 勝敗 | 対戦相手                     | 試合結果                             | 大会名                                                        | 開催年月日     |
| ○    | チェイス・フーパー           | 1R 4:58 TKO（右ストレート→パウンド） | UFC 319: du Plessis vs. Chimaev                               | 2025年8月16日  |
| ○    | カート・ホロボー             | 5分3R終了 判定3-0                    | UFC Fight Night: Vettori vs. Dolidze 2                        | 2025年3月15日  |
| ○    | オースティン・ハバード       | 5分3R終了 判定2-1                    | UFC 307: Pereira vs. Rountree                                 | 2024年10月5日  |
| ×    | デイモン・ジャクソン         | 5分3R終了 判定1-2                    | UFC Fight Night: Allen vs. Curtis 2                           | 2024年4月6日   |
| ×    | ビル・アルジオ               | 5分3R終了 判定0-3                    | UFC Fight Night: Dawson vs. Green                             | 2023年10月7日  |
| ○    | ジム・ミラー                 | 5分3R終了 判定3-0                    | UFC Fight Night: Andrade vs. Blanchfield                      | 2023年2月18日  |
| ×    | ビリー・クアランティーロ     | 2R 2:49 TKO（スタンドパンチ連打）    | UFC 282: Błachowicz vs. Ankalaev                              | 2022年12月10日 |
| ×    | ヘナート・モイカノ           | 2R 1:23 リアネイキドチョーク         | UFC 271: Adesanya vs. Whittaker 2                             | 2022年2月12日  |
| ○    | マイク・ブリーデン           | 1R 1:20 KO（右ストレート）           | UFC Fight Night: Santos vs. Walker                            | 2021年10月2日  |
| ×    | ティアゴ・モイゼス           | 5分3R終了 判定0-3                    | UFC Fight Night: Rozenstruik vs. Gane                         | 2021年2月27日  |
| ○    | クリス・グレッツェマーカー   | 1R 1:46 KO（右アッパー→左フック）    | UFC Fight Night: Hall vs. Silva                               | 2020年10月31日 |
| ×    | ドリュー・ドーバー           | 2R 4:25 TKO（スタンドパンチ連打）    | UFC Fight Night: Smith vs. Teixeira                           | 2020年5月13日  |
| ○    | フランシスコ・トリナウド     | 5分3R終了 判定3-0                    | UFC on ESPN 4: dos Anjos vs. Edwards                          | 2019年7月20日  |
| ×    | ドナルド・セラーニ           | 2R 3:43 TKO（右ハイキック→パウンド） | UFC Fight Night: Cejudo vs. Dillashaw                         | 2019年1月19日  |
| ○    | オリビエ・オービン＝メルシエ | 5分3R終了 判定3-0                    | UFC on FOX 30: Alvarez vs. Poirier 2                          | 2018年7月28日  |
| ○    | ベニール・ダリウシュ         | 1R 0:42 KO（左ストレート→パウンド）  | UFC 222: Cyborg vs. Kunitskaya                                | 2018年3月3日   |
| ○    | デリック・アドキンス         | 3R 1:53 TKO（パンチ連打）            | LFA 27                                                        | 2017年11月10日 |
| ○    | クリス・ペセロ               | 1R 1:27 リアネイキドチョーク         | RFA 41                                                        | 2016年7月29日  |
| ○    | ロドリゴ・ソテロ・ジュニア   | 1R 4:44 リアネイキドチョーク         | Hero FC : Best of the Best 6 【HeroFCライト級タイトルマッチ】 | 2015年9月26日  |
| ○    | ジェイコブ・カペリ           | 3分3R終了 判定3-0                    | Hero FC : Best of the Best 4                                  | 2015年1月17日  |
| ○    | マーティン・ウォーカー       | 1R 2:59 TKO（パンチ連打）            | Hero FC: Best of the Best 3                                   | 2014年9月12日  |
| ○    | ジョエル・スコット           | 3分3R終了 判定3-0                    | Hero FC: Texas Pride                                          | 2013年9月28日  |
| ×    | ジャマル・エマース           | 5分3R終了 判定1-2                    | Hero FC: Pride of the Valley 2                                | 2013年6月21日  |
| ○    | デビッド・サラザール         | 1R 0:34 TKO（パンチ連打）            | El Orgullo del Valle                                          | 2013年3月16日  |
| ○    | ディミトリー・アイビー       | 3分3R終了 判定3-0                    | Kickass Productions                                           | 2012年10月20日 |

## 獲得タイトル
- Hero FCライト級王座（2015年）

## 表彰
- UFC ファイト・オブ・ザ・ナイト (1回)
- UFC パフォーマンス・オブ・ザ・ナイト (2回)